# Sleepy Buildings
Sleepy Buildings è un album semiacustico dal vivo del gruppo musicale olandese The Gathering. Tutte le canzoni sono state registrate in chiave semiacustica durante concerti a Nijmegen, nei Paesi Bassi il 21 e il 22 agosto 2003.

## Tracce
1. Locked Away
2. Saturnine
3. Amity
4. The Mirror Waters (versione 2003)
5. Red Is A Slow Colour
6. Sleepy Buildings
7. Travel
8. Shrink
9. In Motion #2
10. Stonegarden (versione 2003)
11. My Electricity
12. Eléanor
13. Marooned
14. Like Fountains (versione 2003)

## Formazione
- Anneke van Giersbergen – voce e chitarra acustica
- René Rutten – chitarra
- Hans Rutten – betteria
- Hugo Prinsen Geerligs – basso
- Frank Boeijen – tastiera e pianoforte